# Euglossa hansoni
Euglossa hansoni är en biart som beskrevs av Jesus Santiago Moure 1965. Euglossa hansoni ingår i släktet Euglossa, tribus orkidébin, och familjen långtungebin. Inga underarter finns listade.

## Bildgalleri

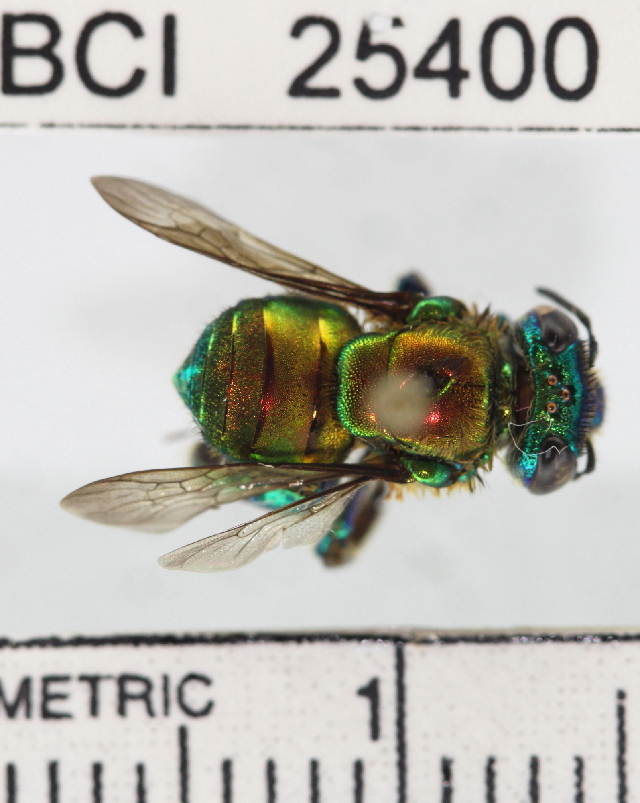